# Évasion !
Pour les articles homonymes, voir Évasion (homonymie).
Évasion ! (titre original : Escape!) est une nouvelle d'Isaac Asimov publiée pour la première fois en août 1945 dans Astounding Science Fiction. Le titre fait référence à la possibilité de « s'évader » du système solaire.

## Publications

### Publications aux États-Unis
La nouvelle est publiée pour la première fois en août 1945 dans Astounding Science Fiction.
Elle a par la suite été publiée dans de nombreux recueils ou anthologies.

### Publications en France
La nouvelle paraît en France dans les recueils de nouvelles Les Robots et Nous les robots. En particulier, le recueil Les Robots a fait l'objet de multiples éditions depuis un demi-siècle (1967, 1972, 1973, 1976, 1977, 1979, 1980, 1982, 1986, 1987, 1988, 1989, 1998, 2001, 2009).

### Publications dans d'autres pays
La nouvelle a été publiée dans plusieurs pays :
- en Allemagne : Flucht (1952)
- en Espagne : Evasión (1956)
- au Japon : 逃避 (1963)
- en Hongrie : A csillagokba! (1966)
- aux Pays-Bas : Grappenmaker! (1966)
- en Roumanie : Evadare (1967)
- en Italie : Evasione (1973) et Meccanismo di fuga (2003)

## Résumé
L’US Robots reçoit de la société concurrente Robots Consolidated une proposition de coopération inhabituelle : il s'agit de calculer les plans d'un vaisseau spatial capable de voyage interstellaire. N'étant pas dupes, les responsables se demandent pourquoi ce contrat gouvernemental leur est transféré, et ne voient qu'une réponse : le concurrent a été incapable de résoudre le problème du saut interstellaire car il implique la mort des passagers, et ce dilemme a fait disjoncter son ordinateur en vertu des Trois lois de la robotique. La manœuvre vise donc à mettre l'US Robots dans l'embarras elle-aussi et peut-être même à détruire son ordinateur.
Cependant, l’ordinateur en question est doué de sentiments, qui jouent un rôle de tampon contre de tels problèmes[Quoi ?]. En jouant sur leurs nuances[évasif], Susan Calvin parvient à obtenir des plans, et la construction est lancée.
Le vaisseau fini, Powell et Donovan, les testeurs de choc, montent à bord… et le vaisseau décolle sans prévenir ! Il n'y a même pas de tableau de commandes, rien qu'un indicateur de distance parcourue. Pire, le navire entier semble conçu comme une succession de mauvais gags. Ainsi les provisions sont cachées… et quand ils les trouvent, elles consistent en haricots blancs et boîtes de lait. Il n'y a pas de sièges ni de lits. Enfin, chaque fois que le saut hyperspatial se produit, non seulement les deux hommes se retrouvent morts avant de ressusciter, mais ils ont droit, pendant ce court instant, à des réclames publicitaires pour des cercueils et autres accessoires funéraires !
Le navire finit par revenir tout seul à son point de départ et les testeurs éprouvés en sortent en toute hâte. Pendant ce temps, Susan Calvin a interrogé l'ordinateur et a compris le problème. Confronté à un dilemme insoluble (la « mort » des passagers est nécessaire, mais temporaire), l'ordinateur s'est réfugié dans un humour cynique et de mauvais goût, d'où les déboires inattendus du voyage.